# El jove Lovecraft
El jove Lovecraft és un còmic que narra en clau humorística els anys d'infància de l'escriptor de terror nord-americà Howard Phillips Lovecraft, creat el 2004 pel guionista José Oliver i l'il·lustrador Bartolo Torres, inicialment com webcòmic. Les tires es publiquen setmanalment a internet i estan recopilades en quatre toms de paper publicats en 2007, 2009, 2011 i 2014.

## Temàtiques
El jove Lovecraft pretén fer un cop d'ull sobre la vida de l'escriptor de Providence, H.P. Lovecraft d'una forma personal i propera a l'humor. Prenent com a referència certs temes biogràfics reals (l'ateisme del jove autor, el seu interès per la literatura, la seva etapa de fascinació per la cultura islàmica, així com la seva timidesa i misantropia, tot això, com indica la biografia de L. Sprague de Camp), el còmic va més enllà i formula diverses hipòtesis de caràcter humorístic sobre com van poder sorgir les estranyes criatures que poblen el cicle d'històries que componen els mites de Cthulhu.
Té com a objectiu, a més d'intentar ser un còmic d'humor, acumular referències metaliteràries o metartísticas que constitueixin, a parts iguals, un homenatge i un joc per als lectors el descobrir-los (de la mateixa forma que va fer Alan Moore en algunes de les seves obres). Les referències intertextuals enriqueixen l'obra i la situen en un determinat punt del cànon estètic modern. I així, es fan referències a Moby Dick, Poe, Verne, Baudelaire, Misfits, R.L. Stevenson, Nick Cavi i un llarg etcètera.

## Argument
Les tires publicades a internet tenen una periodicitat setmanal. Normalment solen tenir 3 o 4 vinyetes per tira, el format clàssic de la tira còmica, amb excepció d'algunes que són dobles i en tenen 6. Encara que en principi les tires són autoconclusivas, solen seguir un fil que els dona coherència i que explica una història més àmplia. En els primers toms, les històries llargues són:
- El milhomes Big Joe: és la saga inicial en què coneixem el protagonista, on és víctima dels abusos per part d'un company d'escola. Per lliurar-se'n d'ell, Lovecraft acudirà a la màgia i convocarà a Rammenoth, un déu primigeni, i al seu extraordinari Ull.

- El lovie-golem: Lovecraft decideix crear una criatura perquè li faci els deures, però el golem que crea, no aconsegueix ajudar-lo.

- L'autoestopista cantant: de camí a una fira, Lovie i les seves ties recullen a un macabre autoestopista, que malgrat semblar bona persona, té un estrany interès a cantar balades sobre assassinats.

- La disfressa de Halloween: portat per la seva fascinació pel món islàmic i les Mil i una Nits, Lovecraft demana per Halloween que li facin una disfressa de Harum Al-Raschid, el califa de Bagdad del llibre esmentat, amb còmiques conseqüències.

- Glenn el ghoul: durant una excursió al camp, Lovie visita un cementiri i troba a un ghoul, que li demana poder acompanyar-lo a la ciutat. Això provocarà algun incident.

- Arriba Siouxie: des de Detroit arriba una nena nova al col·legi de Lovie, cosa que agitarà al nostre tímid protagonista.

- El viatge a Baltimore: Siouxie proposa fer un viatge a la tomba de Poe. Una vegada allí es trobaran amb una increïble sorpresa.

- Els gossos de Tíndalos: Dos gossos de Tíndalos arriben a la casa de Howard per accident i resulta que són coneguts de Glenn.

- Intercanvi: Com que és un dels millors estudiants, a Howard el premien amb un viatge d'intercanvi a Noruega.

## Els personatges

### Principals
Els personatges principals de la tira són:
- Howard: a qui també es fa referència com Howie, o Lovie. És un noi d'uns onze anys que viu a Providence, li entusiasma escriure, estar sol i coquetejar amb la màgia prohibida. És tímid i li costa molt conèixer gent nova.

- Rammenoth: un déu primigeni que apareix en forma de mòmia. És tan gran el seu poder màgic que moltes vegades s'invoca només una part d'ell.

- L'Ull de Rammenoth: l'ull dret de Rammenoth és una de les invocacions que sol acudir a la trucada de Howie. És despistat i bonàs.

- El lovie-golem: Howard crea amb fang un Golem perquè li faci els deures, però la criatura té altres plans pensats per a la seva existència.

- Angelo Barracuda: és un cantautor que vaga pels Estats Units cantant de local i local. La majoria de les vegades sol desplaçar-se fent autoestop. Té un aspecte inquietant, sobretot quan es posa a cantar balades sobre assassinats.

- Glenn el ghoul: un ghoul és un animal de la mitologia àrab, semblant a un xacal, que ronda els cementiris i devora cadàvers. A Glenn li cau bé Howard i decideix anar a viure a la ciutat amb ell.

Siouxie: una noia que arriba a Providence des de Detroit. És tot alegria, curiositat i acció, tot un contrapunt d'en Howard.

### Secundaris
- Les ties: Howard és orfe, pel que viu amb les seves dues ties. Una d'elles nom Anne-Marie. Ambdues el tenen sobreprotegit i el tracten com si fos més petit.

- Big Joe: el milhomes del col·legi que amenaça Howard als primers números.

- Lavinia: una companya de col·legi de Howard, pateix un petit contratemps amb Glenn.

- Poe: el poeta nord-americà Edgar Allan Poe, creador d'El Corb i altres relats de terror molt coneguts. Viu en una cripta al cementiri de Baltimore, on va ser enterrat.

- Baudelaire: el poeta simbolista francès Charles Baudelaire, autor de Les flors del mal. És caracteritzat, entre altres coses, per la seva afició a la beguda.

- Rimbaud: el poeta francès Arthur Rimbaud, que va escriure la major part de les seves obres abans dels 17 anys.

- Myotragus: segons allò indicat a l'obra, és uno dels Mil Fills de la Cabra Shub-Niggurath. Està emparentada amb l'espècie myotragus balearicus, una varietat caprina que s'extingí a les Illes Balears a la prehistòria.

- Ihsan: és un noi noruec del programa d'intercanvi on hi participa en Howard i que viatja a Providence cuando aquest va a Oslo. És un admirador de la cultura víquing i presenta aversió al cristianisme.

## Producció
La sèrie va néixer de "la idea d'un heroi infantil semblant a Calvin i Hobbes" per part del filòleg mallorquí José Oliver, qui va contactar amb diverses editorials sense èxit. En col·laboració amb l'il·lustrador eivissenc Bartolo Torres van decidir crear El jove Lovecraft publicant-la a internet el 2005, on encara segueix publicant-se una tira cada setmana.
Alguns dels dibuixants que han col·laborat a la galeria d'artistes convidats són Dani Cruz (autor de Peek i Cristóbal, el robot con corazón), Cels Piñol, François Launet (Unspeakable Vault of Doom), Ryan Spencer (Bluboy), Roger Ibáñez (Jazz Maynard), Sergio Bleda (El baile del vampiro), Meritxell Ribas (Pincel de zorro), entre d'altres.
La tira va rebre el 2005 el premi balear Art Jove al millor guió de còmic. Ha aparegut en paper al catàleg de 2005 de guanyadors del certamen esmentat, així com en alguns números de la revista Qliphoth, la mexicana Sin Presupuesto, i actualment a Cthulhu (Zanzíbar Ediciones i més tard Diábolo Ediciones). També ha aparegut a la portada del portal Dreamers com a tira diària.
A l'abril de 2007 Diábolo Ediciones va publicar la primera edició impresa, amb bona recepció de crítica i públic, la qual cosa ha motivat l'aparició de successives edicions. La seva publicació digital es va mantenir, perquè en paraules d'Oliver: "Hem demostrat que la xarxa no és enemiga de les vendes, sinó una altra forma de donar-se a conèixer". El segon tom va aparèixer al maig de 2009, i a l'estiu d'aquest mateix any es va editar la versió en anglès del primer tom. En anys successius han anat apareixent les traduccions al català, italià, alemany, francès i grec (encara que aquesta última, en una edició no autoritzada).